# Lee Janzen
Lee McLeod Janzen (Austin, 28 augustus 1964) is een Amerikaans golfer die golft in de Champions Tour. Hij golfte ook op de PGA Tour, waar hij negen golftoernooien won, waarvan twee Majors.

## Loopbaan
In 1986 werd Janzen een golfprofessional en drie jaar later, in 1989, debuteerde hij in de PGA Tour. Op 16 februari 1992 behaalde hij zijn eerste prof- en PGA-zege door het Northern Telecom Open te winnen. Later voegde hij nog zeven PGA-zeges, waarvan twee Majors op zijn erelijst. De Majors die hij won waren het US Open in 1993 en 1998. Anno 2014 speelt hij zijn laatste golfseizoen op de PGA Tour.
In 2015 maakte Janzen zijn debuut op de Champions Tour. Op 15 februari 2015 behaalde hij zijn eerste zege op de Champions Tour door de ACE Group Classic te winnen nadat hij de play-off won van Bart Bryant.

## Prestaties
PGA Tour
| Nr. | Datum            | Toernooi                 | Score           | Score             | Info                            |
| --- | ---------------- | ------------------------ | --------------- | ----------------- | ------------------------------- |
| 1   | 16 februari 1992 | Northern Telecom Open    | 71-67-67-65=270 | –18               |                                 |
| 2   | 31 januari 1993  | Phoenix Open             | 67-65-73-68=273 | –11               |                                 |
| 3   | 20 juni 1993     | US Open                  | 67-67-69-69=272 | –8                |                                 |
| 4   | 12 juni 1994     | Buick Classic            | 69-69-64-66=268 | –16               |                                 |
| 5   | 26 maart 1995    | The Players Championship | 69-74-69-71=283 | –5                |                                 |
| 6   | 11 juni 1995     | Kemper Open              | 68-69-68-67=272 | –12               | Won de play-off van Corey Pavin |
| 7   | 20 augustus 1995 | Sprint International     | 10-9-6-9=34 ptn | stablefordtelling |                                 |
| 8   | 21 juni 1998     | US Open                  | 73-66-73-68=280 | par               |                                 |

Champions Tour
| Nr. | Datum            | Toernooi          | Score        | Score | Info                            |
| --- | ---------------- | ----------------- | ------------ | ----- | ------------------------------- |
| 1   | 15 februari 2015 | ACE Group Classic | 68-65-67=200 | –16   | Won de play-off van Bart Bryant |

Overige zeges
- 2002: Franklin Templeton Shootout (met Rocco Mediate)

## Teamcompetities
Professional ( USA)
- Ryder Cup: 1993 (winnaars), 1997
- Dunhill Cup: 1995
- Presidents Cup: 1998